# 南雲奨馬
南雲 奨馬（なぐも しょうま、2002年2月20日 - ）は、日本の俳優、モデル。東京都出身。スターレイプロダクション所属。

## 来歴
2022年9月より、"ELLEgirl UNI"からデビューしたメンズユニット"UNI boys"のメンバーの一人として活動。
「2023-2024メンズミラノコレクション」に参加。

## 人物
- 趣味：筋肉トレーニング、バイクツーリング
- 特技：腕相撲、片手腕立て
- SNS総フォロワー数は300万人。
- 子供のころからDIY好きで、建設業界に入る。

## 出演

### ウェブドラマ
- BUMP配信ドラマ「恋リアなんて嘘だらけ？」カイト役（2022年12月）
- YouTubeドラマ「退屈で何も起こらない町」海藤 蓮役（2022年10月）
- FODドラマ「Love in The Air-恋の予感-」（2024年11月配信予定） - 主演・早瀬嵐士 役（濱屋拓斗、鈴木曉、長妻怜央とクワトロ主演）[1]

### テレビドラマ
- テレビ東京「みなと商事コインランドリー」第5話 - 湊晃のクラスメイト役（2022年8月4日） [2]
- MBSドラマ特区「教祖のムスメ」 - 南田奨馬 役（2022年6月3日 - 7月15日）
- テレビ東京「キス×kiss×キス～LOVE ii SHOWER～（2023年12月1日）[3][4][5]
- テレビ東京「25時、赤坂で」(2024年4月19日 - 6月21日) - 山瀬一真 役
  - テレビ東京「25時、赤坂で Season2」（2025年10月2日〈予定〉 - ）[6]
- テレビ東京 「マイワンナイトルール」（2024年2月4日）- バーテンダー 役
- テレビ東京 「マイ・ワンナイト・ルール」

### 広告
- PUMA アウターコレクション2022（2022年10月）

### イベント
- モンクレール ジーニアス（2023年2月21日）[7]
- TGC teen 2022 Tokyo supported by Up-T（2022年11月）

### バラエティ番組
- テレビ大阪「デートなう」彼氏とデートなう　case19[8]（2022年2月）

### DJ
- DIESELグリフドGEN6スマートウォッチローンチイベント（2022年11月）
- TATRAS 15周年記念イベント（2022年11月）
- DIESEL京都1周年記念イベント（2022年11月）